# 王培仁 (廚師)
王培仁是台灣的國中美術教師，於50歲退休後開設蔬食餐廳擔任廚師，2019年起開設YouTube頻道，傳授烹飪手藝。

## 經歷
王培仁祖籍山東，祖父在中國大陸是縣長，遷台後無事可做，父親則在退休後拚命找事做，這兩種退休生活都被王培仁視為借鑑。王培仁畢業於國立臺灣師範大學美術學系，在國中擔任美術教師，50歲時退休，並在台北市臺北市開設蔬食餐廳，也曾開設過茶藝館。由於想傳承自己的手藝，便在2019年、68歲時開設YouTube頻道，由女兒掌鏡拍攝料理教學影片。之後出於體力考量，王培仁在2019年關閉餐廳，專心從事料理教學工作。王培仁為五辛素食者，其烹飪教學內容也皆為蔬食料理，其最知名的影片為蔥油餅教學，已有超過600萬次觀看。但王培仁不認為自己算是網路名人，只是順其自然發展而已。
王培仁不曾正式拜師學藝，其烹飪手藝是自小隨母親所學，以及長大後自己每天張羅三餐而練成。由於婆婆過世，王培仁在39歲開始茹素，起初吃了很多加工食品，加重身體的負擔，後來找到調適的方法。王培仁的料理食材主要來自有機商店和朋友栽種，其餘材料則在市場購買，調味料則選用海鹽、葡萄籽油和古法釀造的黑豆醬油。

## 著作
| 出版日        | 書名                                           | 作者                                   | 出版社                 | ISBN               |
| ------------- | ---------------------------------------------- | -------------------------------------- | ---------------------- | ------------------ |
| 2009年9月18日 | 《素食媽媽歡喜坐月子》                         | 王培仁                                 | 積木文化               | ISBN 9789867863232 |
| 2013年3月25日 | 《飲食密碼》                                   | 黃建勳、陳建中、羅時鴻、莊朝琪、王培仁 | 書泉                   | ISBN 9789861217697 |
| 2013年11月1日 | 《善食事：回到最簡單的滿足》                   | 王培仁                                 | 維摩舍文教事業有限公司 | ISBN 9789868976801 |
| 2017年1月24日 | 《素食坐月子：80道滋補養身調理月子餐》         | 王培仁                                 | 積木文化               | ISBN 9789864590735 |
| 2021年3月10日 | 《培仁家：簡單的生活，自然的食材，自由的料理》 | 王培仁                                 | 維摩舍文教事業有限公司 | ISBN 9789868976894 |

## 外部連結
- YouTube上的培仁蔬食MAMA頻道